# The Dog Came Back
The Dog Came Back è un cortometraggio muto del 1909 diretto da Lewin Fitzhamon.

## Trama
Un mendicante ha trovato un sistema per guadagnare qualche soldo: vende il suo cane ma questi, ogni volta, torna a casa e la cosa si ripete.

## Produzione
Il film fu prodotto dalla Hepworth.

## Distribuzione
Distribuito dalla Hepworth, il film - un cortometraggio di 99,06 metri - uscì nelle sale cinematografiche britanniche nel gennaio 1909. Il 29 aprile dello stesso anno, l'Empire Film Company lo distribuì negli Stati Uniti.
Si conoscono pochi dati del film che, prodotto dalla Hepworth, fu distrutto nel 1924 dallo stesso produttore, Cecil M. Hepworth. Fallito, in gravissime difficoltà finanziarie, il produttore pensò in questo modo di poter almeno recuperare il nitrato d'argento della pellicola.